# Художественный музей Идэмицу
Художественный музей Идэмицу (яп. 出光美術館 Идэмицу Бидзюцукан) — художественный музей, расположенный в квартале Маруноути токийского спецрайона Тиёда. Музей был основан в 1966 году. Он является отделением нефтяной компании «Идэмицу Косан». Штаб-квартира этой компании расположена в том же здании и занимает с 4 по 8 этаж. Музей же расположен на 9-м этаже здания. На первых трех этажах здания находятся помещения Императорского театра.

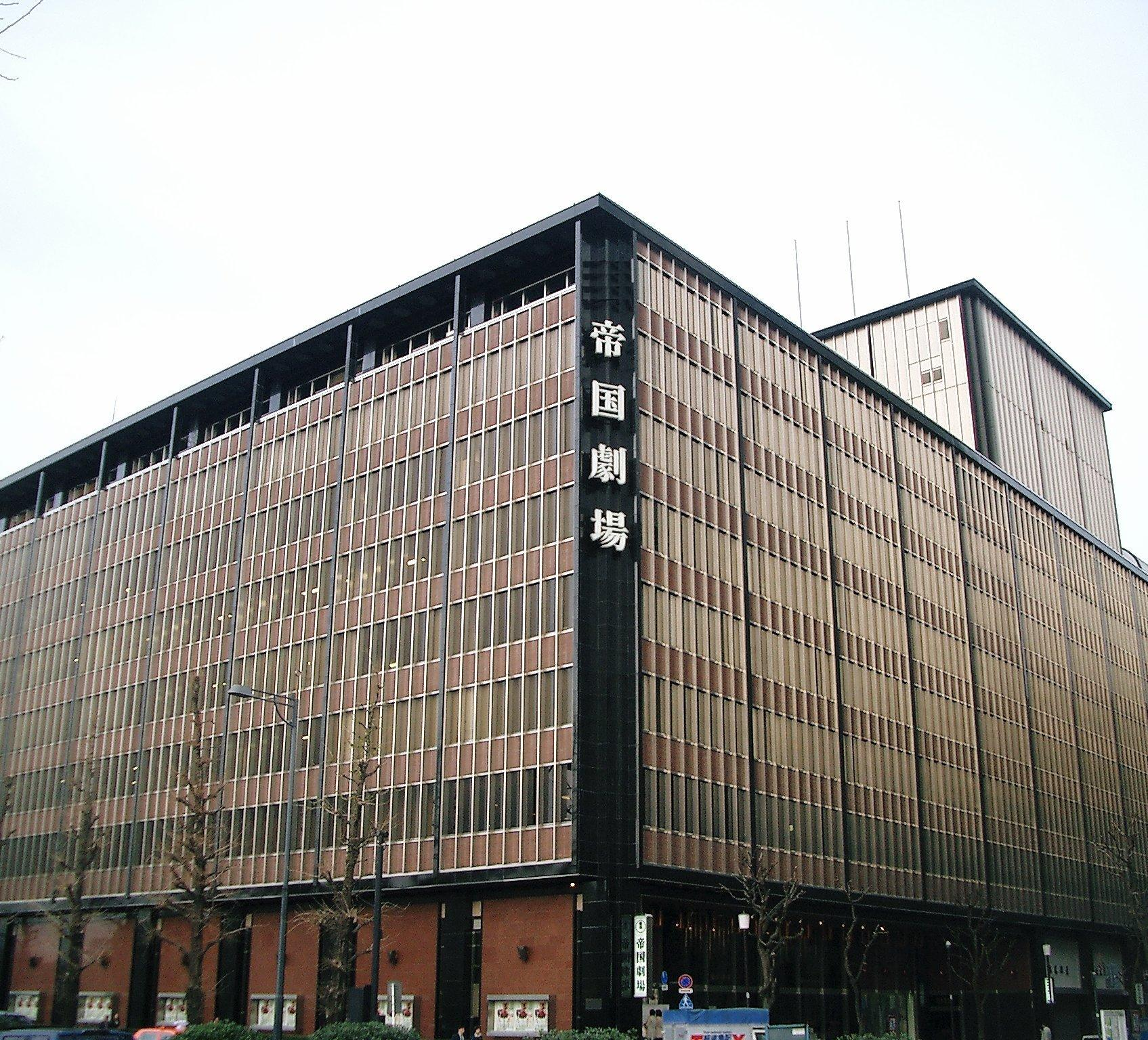
Токийский художественный музей Идэмицу, расположенный на девятом этаже здания Императорского театра в квартале Маруноути токийского спецрайона Тиёда

В 2000 году открылся филиал Художественного музея Идэмицу, Модзи (яп. 出光美術館(門司) Идэмицу Бидзюцукан Модзи), в ретро-городке Модзико (яп. 門司港レトロ地区 Модзикоо Рэторо Тику), в районе Модзи города Китакюсю. Музей предлагает постоянную экспозицию, состоящую в основном из японской живописи и восточноазиатской керамики, и несколько временных выставок каждый год.

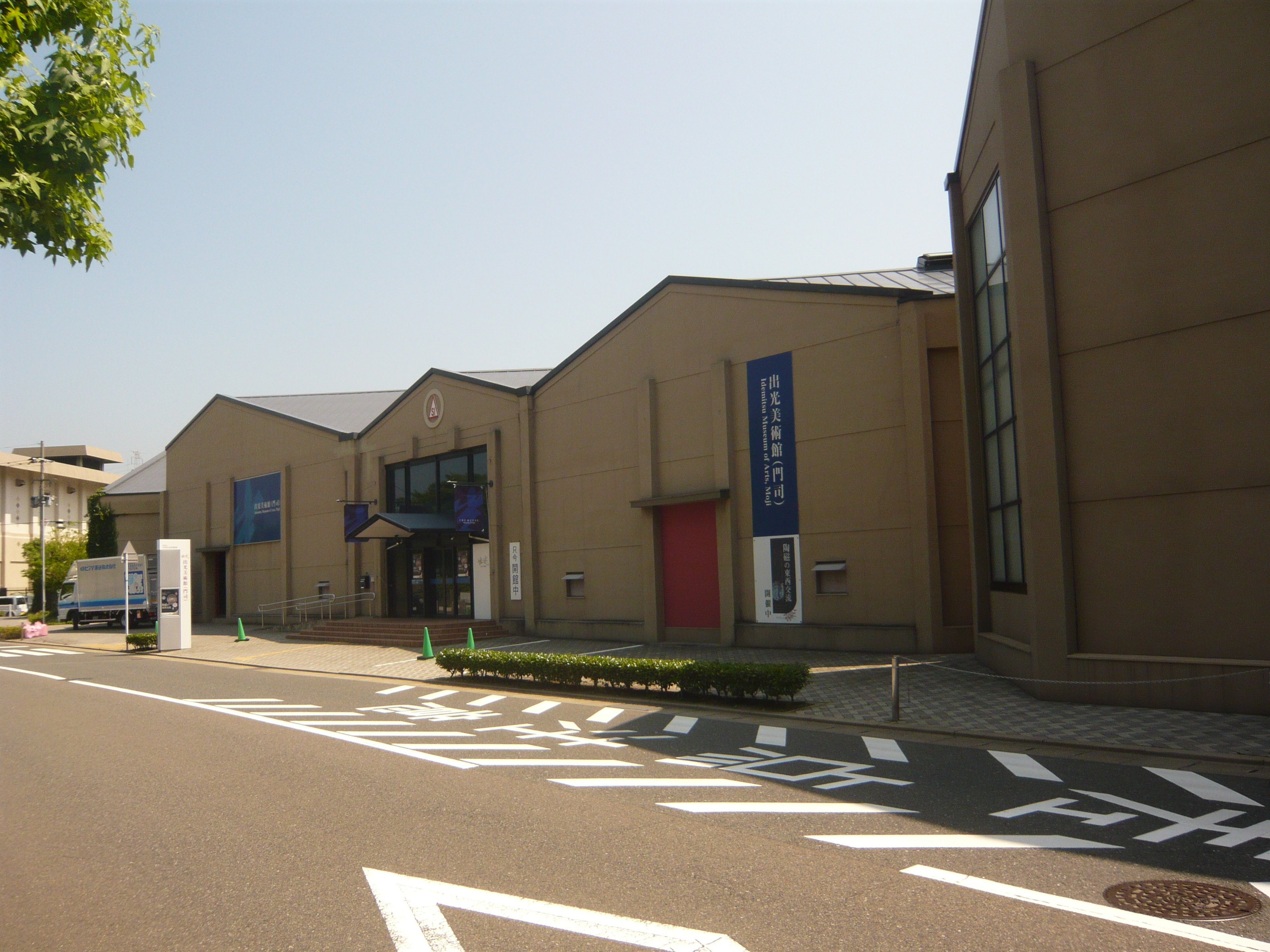
Художественный музей Идэмицу, филиал Модзи